# Местра

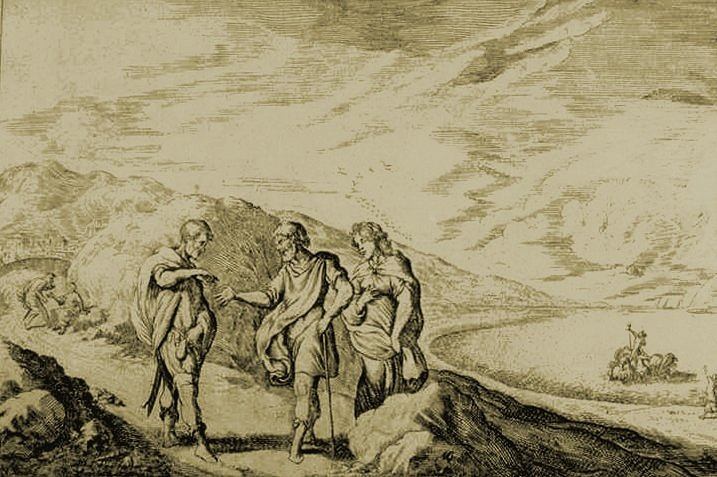
Ерісіхтон продає дочку Местру

Местра (грец. Μήστρα) — дочка Ерісіхтона, яка була наділена даром перевтілення.
Посейдон спокусив Местру, і вона отримала можливість змінювати свою стать. після того, як Местру продав її батько, вона перетворилась на голубку. Згодом її викрав Посейдон, і Местра народила Евріпіла на Косі.